# Catedral de San Pedro (Rabat)
La Catedral de San Pedro o Catedral de Rabat dedicada a San Pedro, se encuentra en la ciudad de Rabat, en Marruecos, situada en la plaza del Golán, antiguamente llamada plaza del Cardenal Lavigerie. Pertenece a la archidiócesis de Rabat.

## Historia
La primera piedra de este edificio fue colocada en 1918, y fue el arquitecto constructor M. Laforgue.
La ceremonia de inauguración fue presidida en 1921 por el Residente General Lyautey. Años más tarde, hacia 1930, se levantaron las dos torres-agujas que se pueden ver desde lejos antes de llegar a Rabat.
La catedral y la iglesia española de San Francisco de Asís son los dos templos católicos en Rabat. Existen templos de otras iglesias cristianas. La Catedral de San Pedro junto a la Wilaya de Rabat y su nueva fachada es el punto distintivo en la arquitectura de los años 30.
En la hermosa catedral se mantiene sus funciones religiosas, con su misa dominical.

## Galería

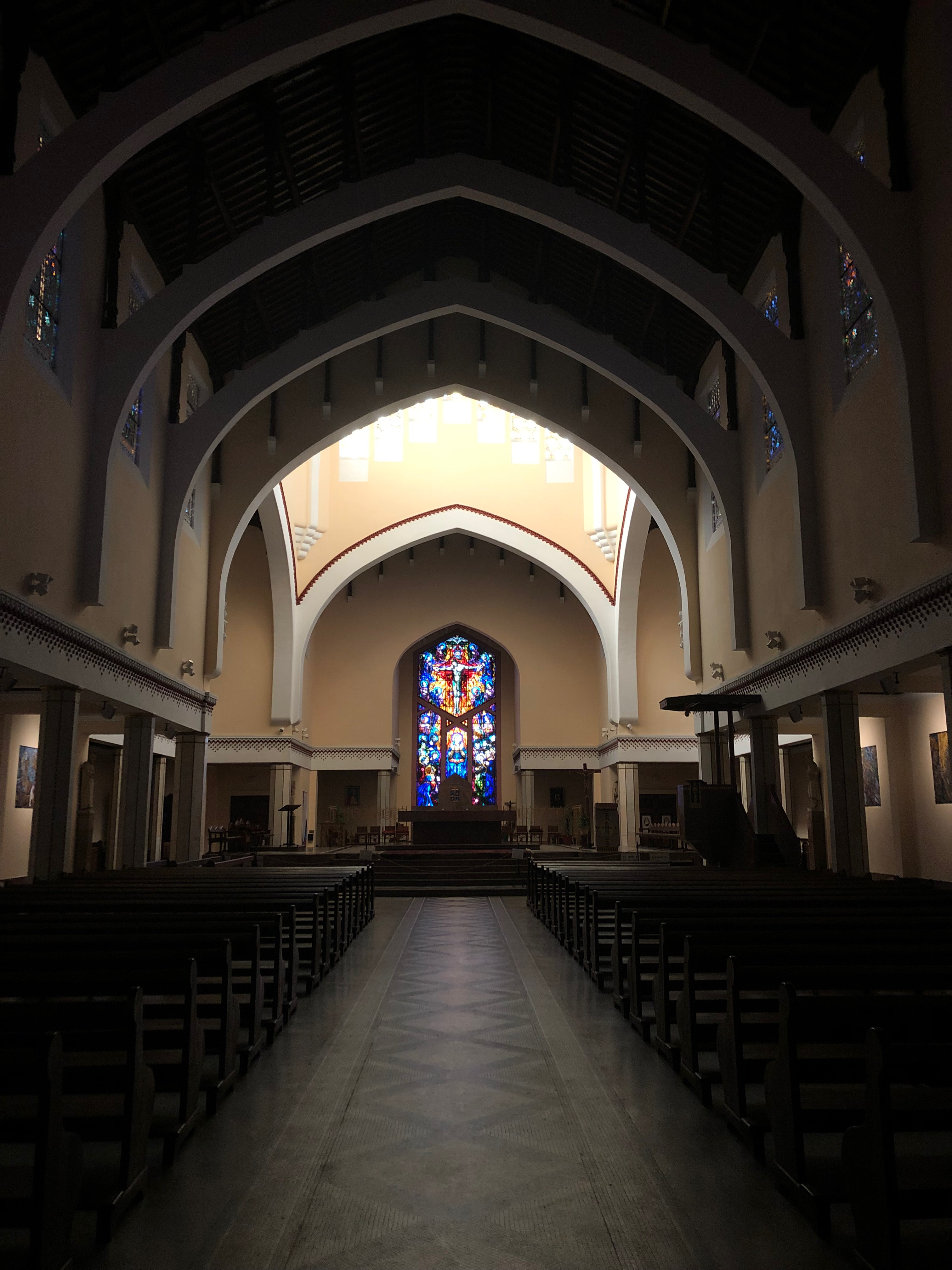
Interior.
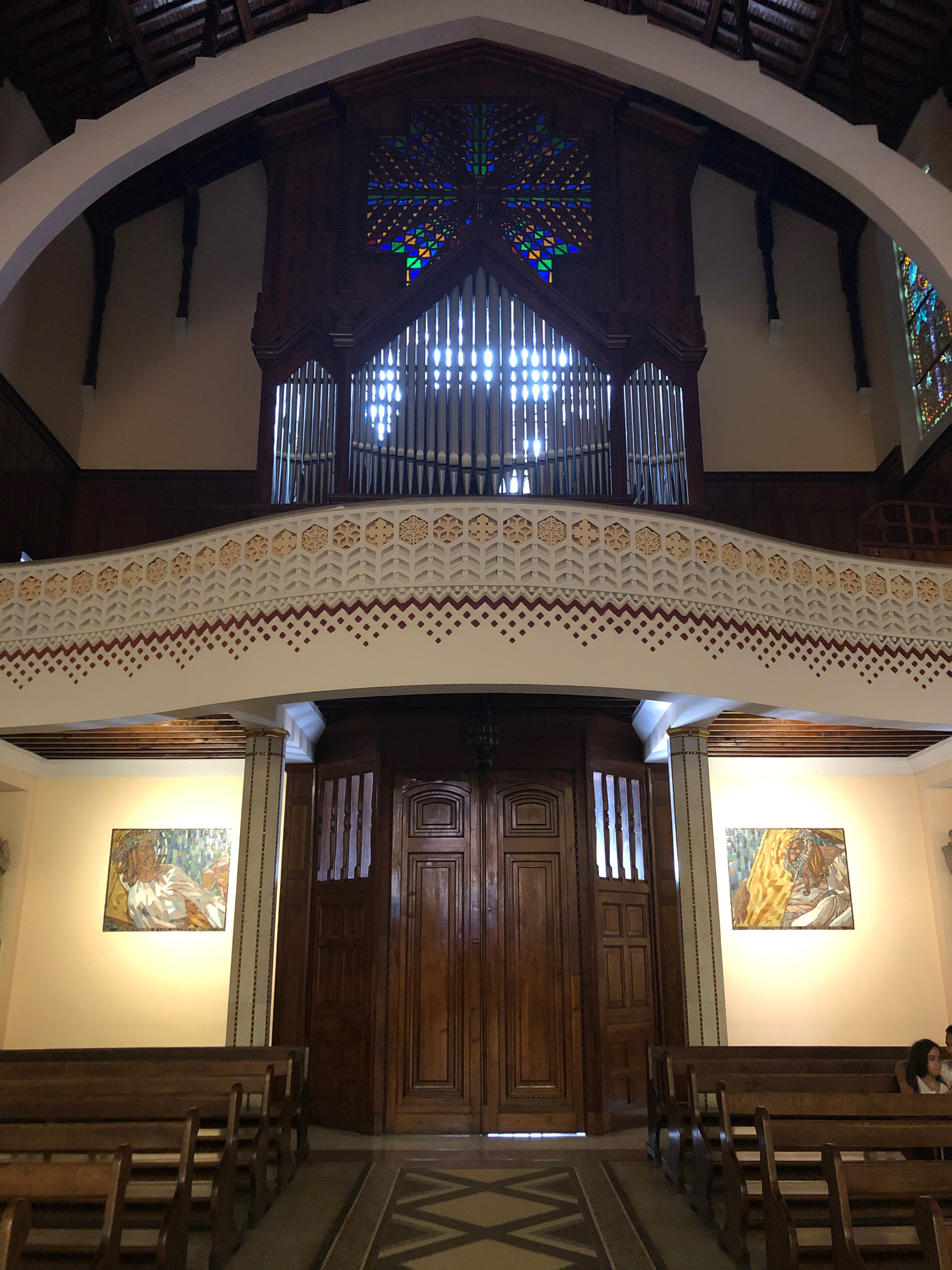
Coro
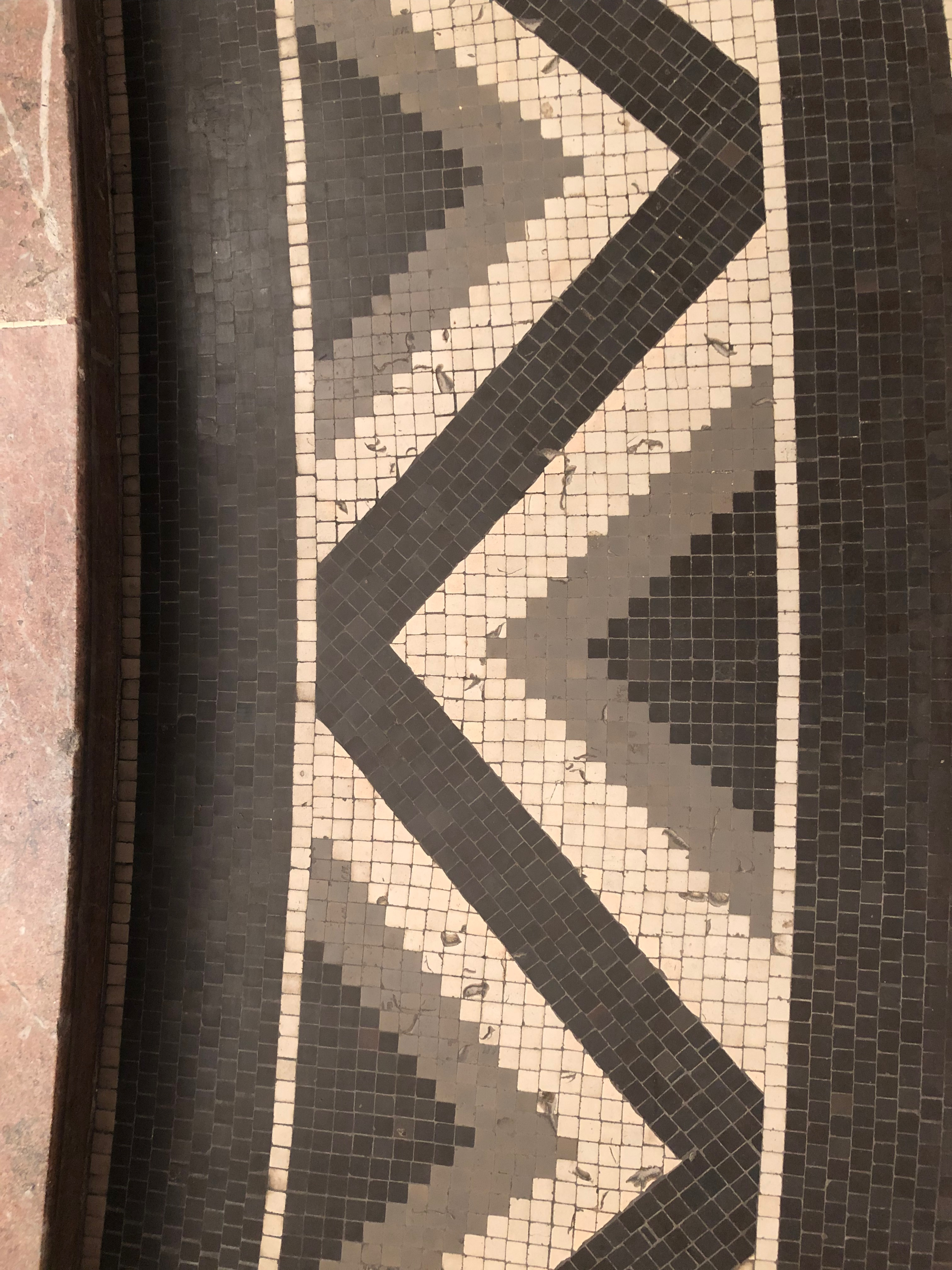
Vista del suelo de estilo Art Déco.
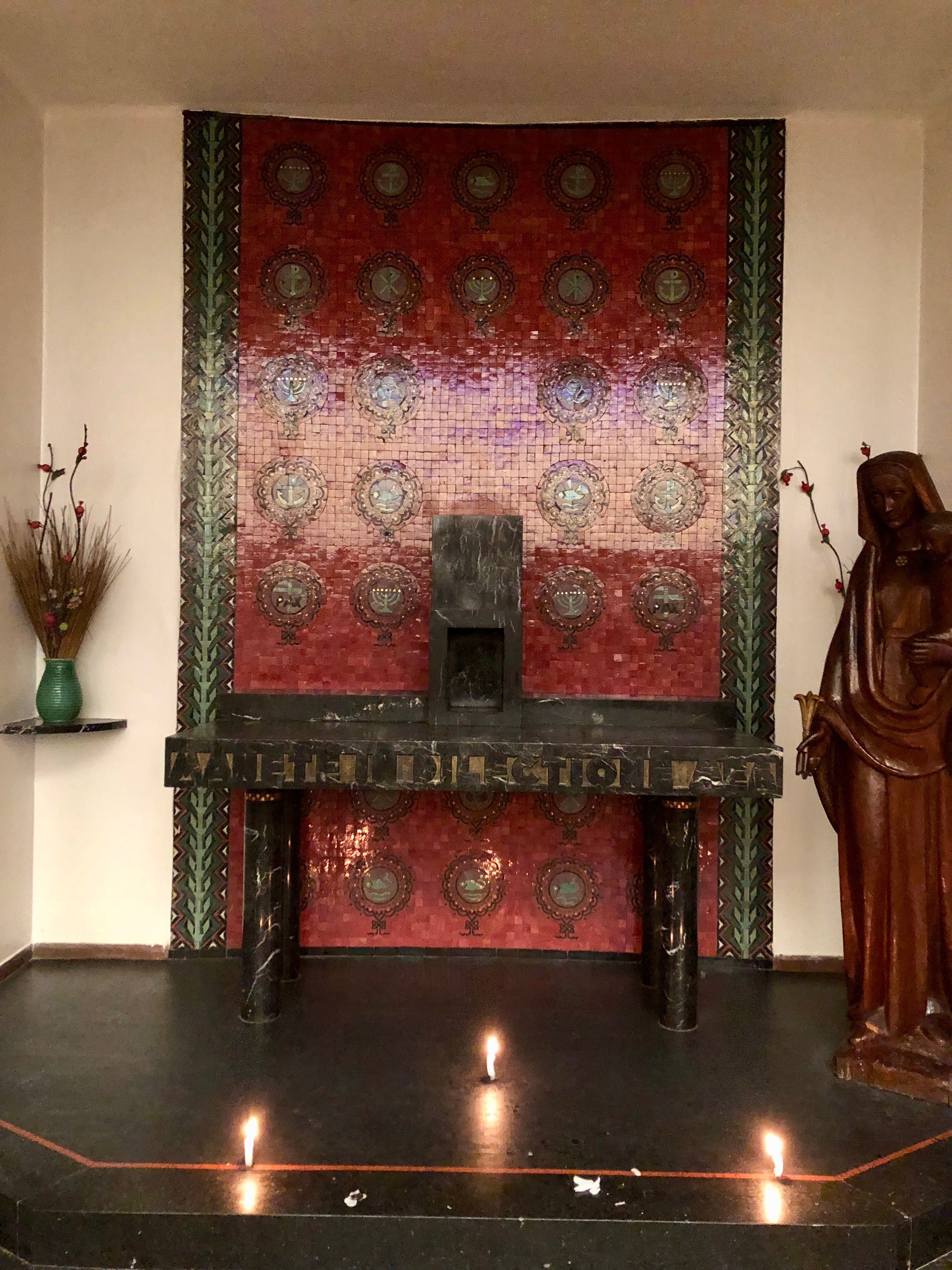
Altar lateral.
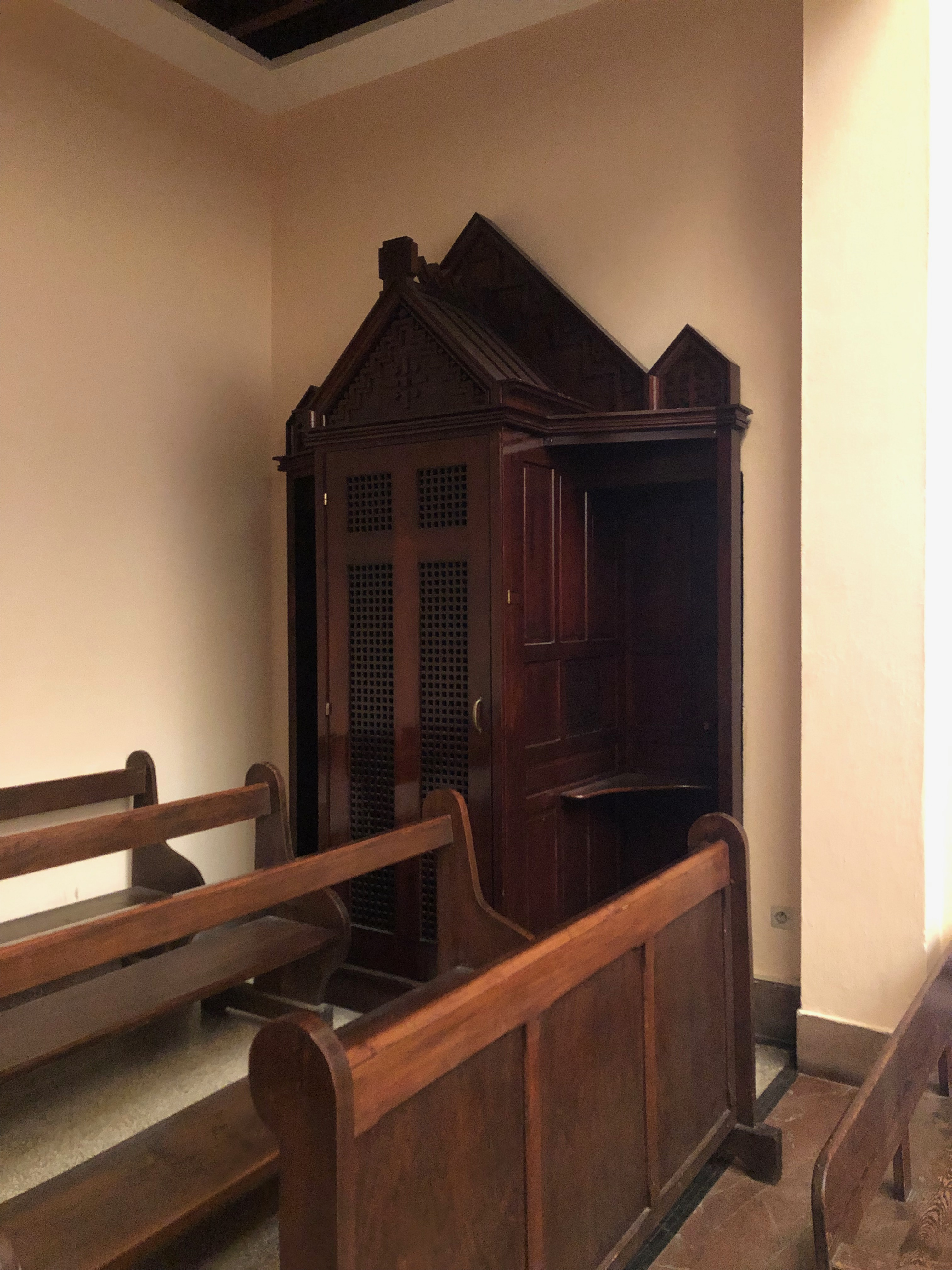
Confesional.
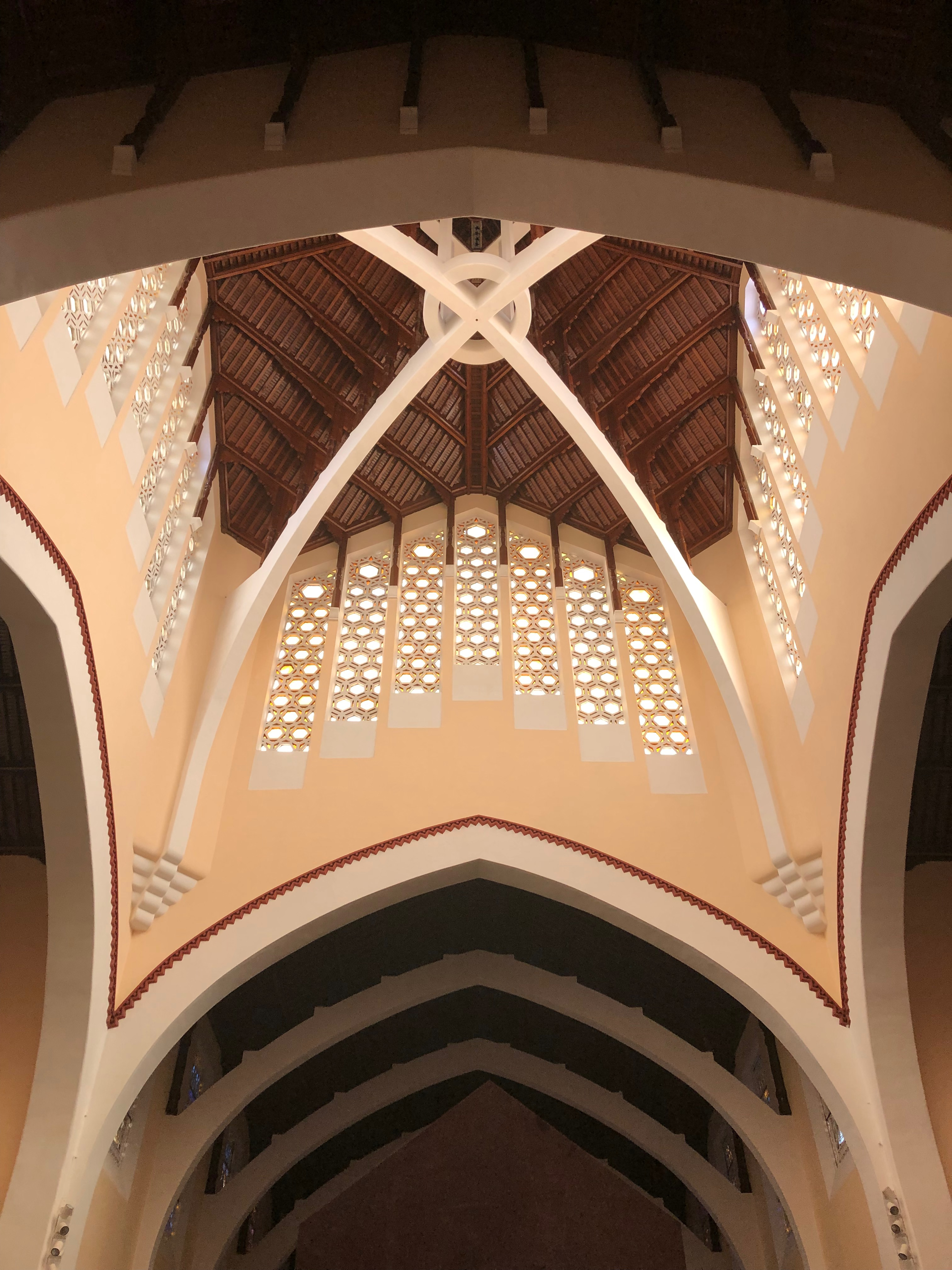
Techo.
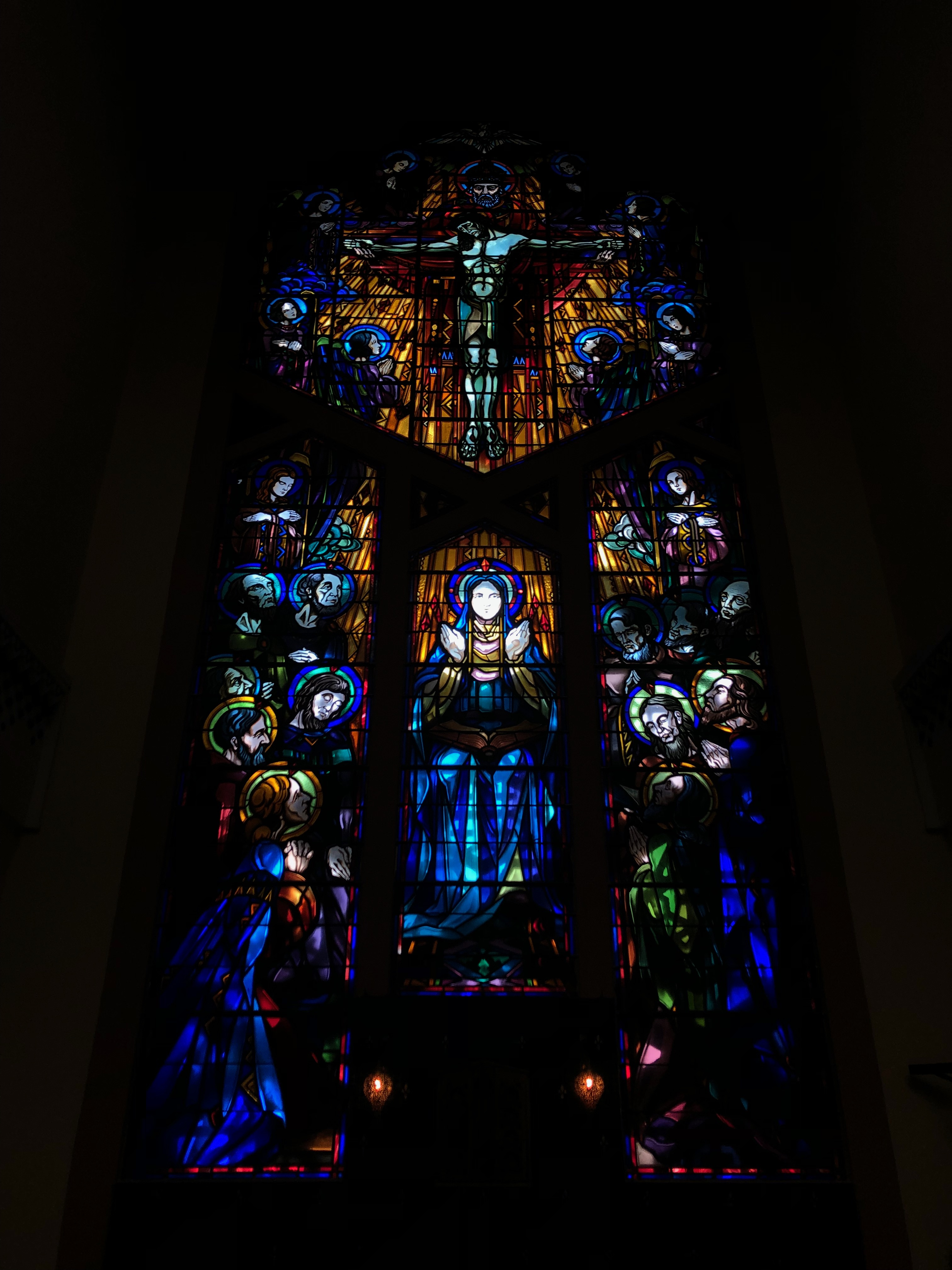
Vitral
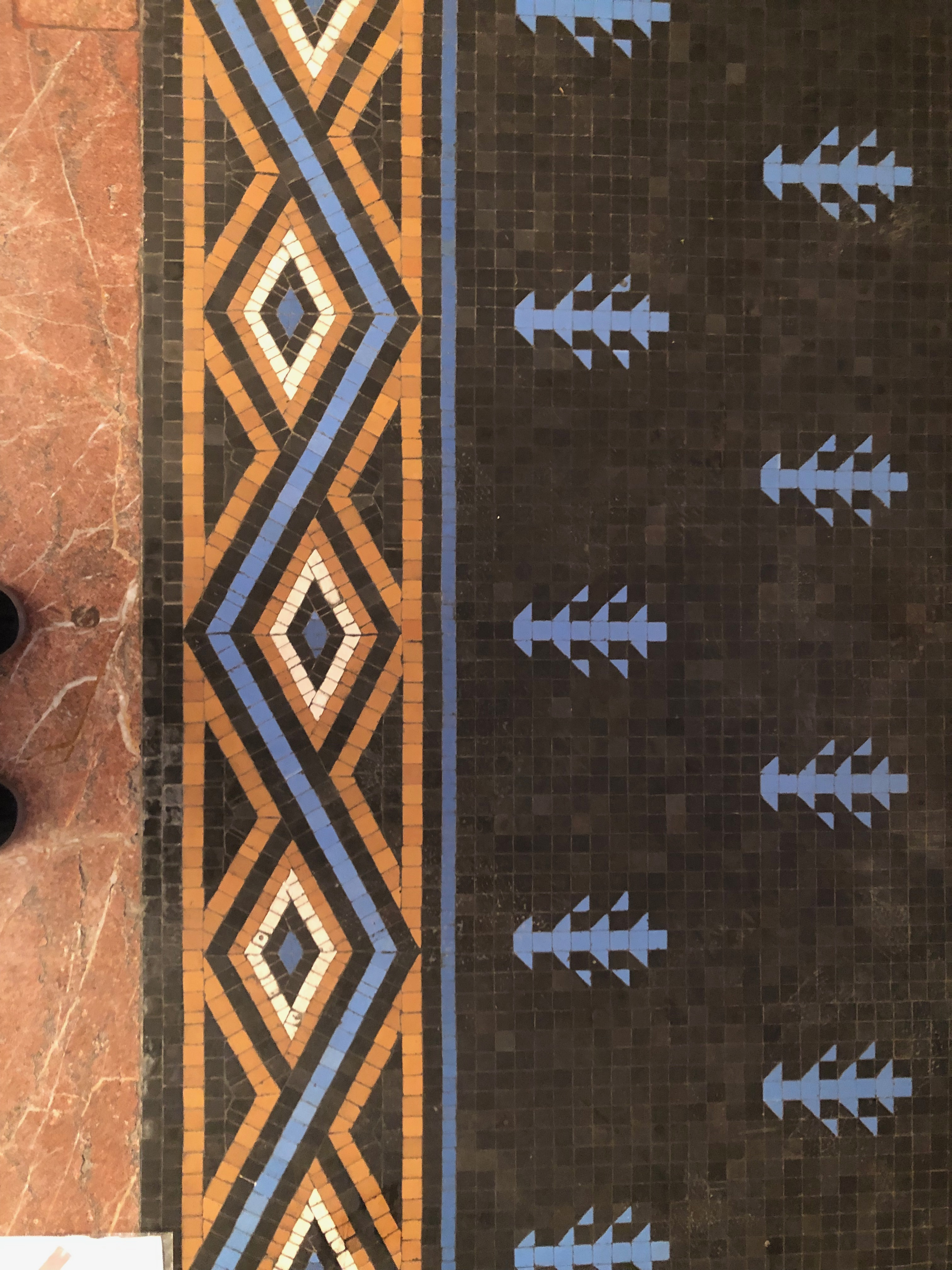
Suelo.
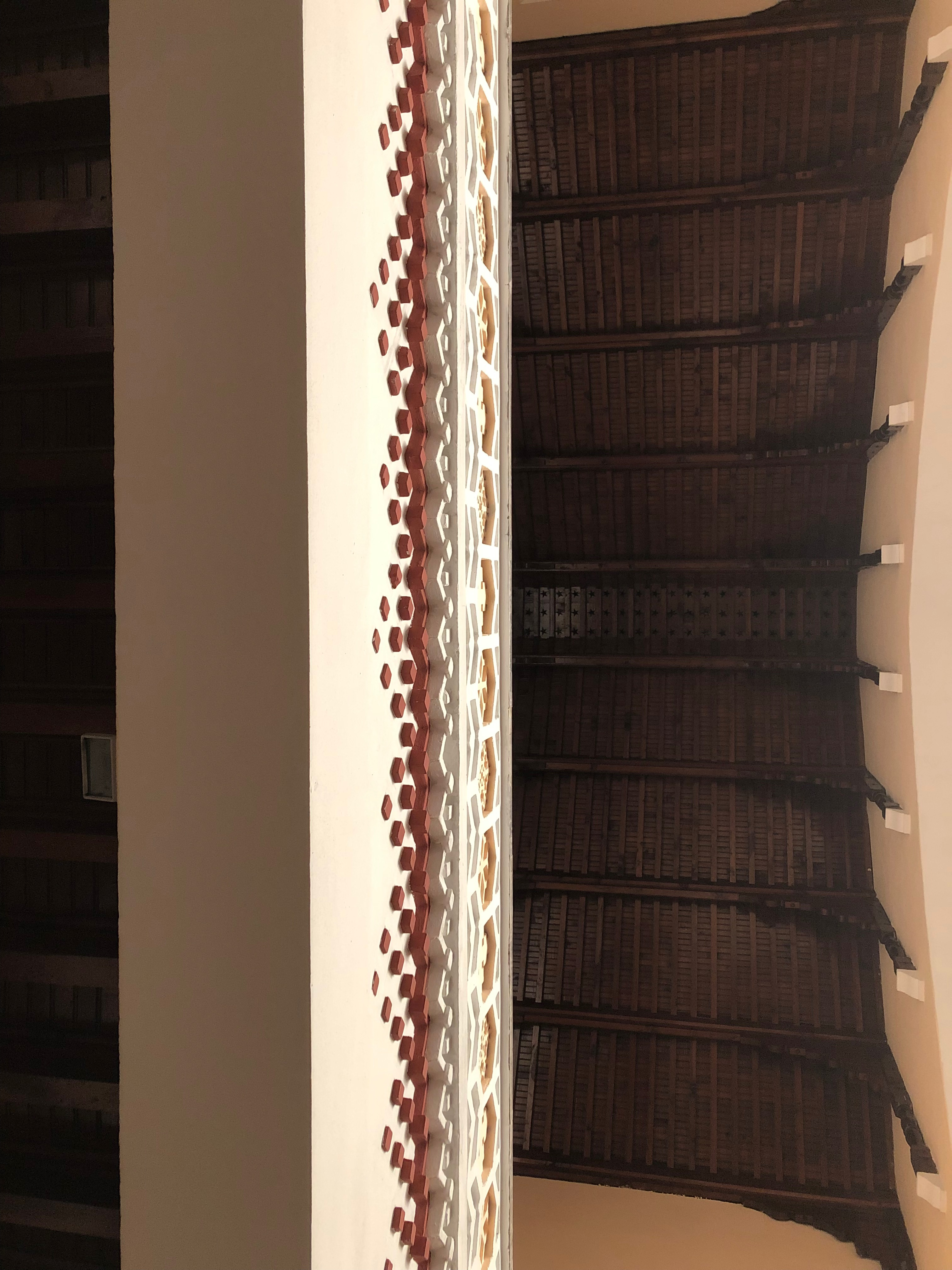
Decoración geométrica en estilo Art Déco
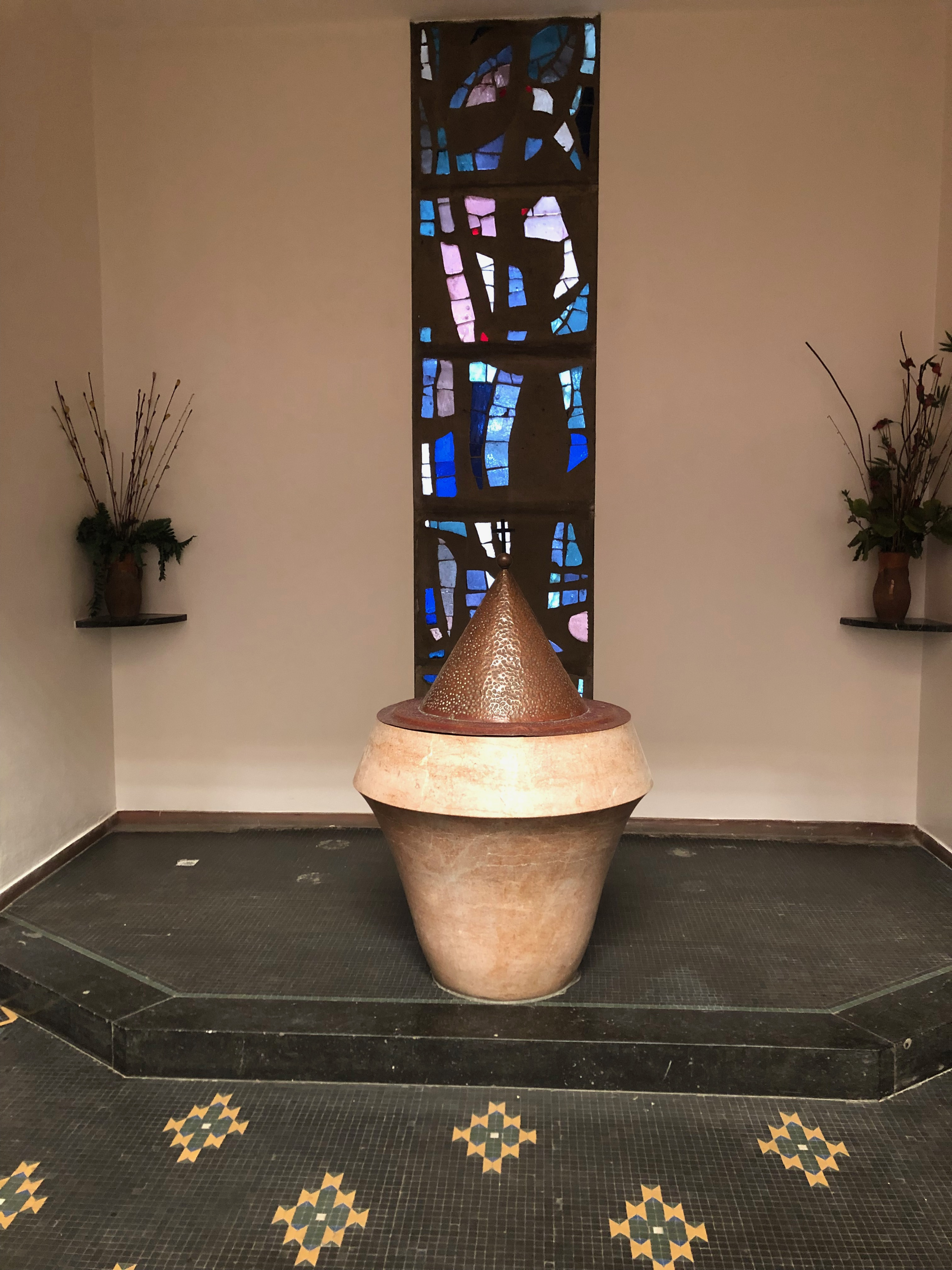
Bautisterio.